# Distretto di Luohu
Il distretto di Luohu (罗湖区S, LuóhúP) è un distretto della Cina, situato nella provincia del Guangdong e amministrato dalla città di Shenzhen.
Luohu è nota a Hong Kong e nel Guangdong per le opportunità di shopping. Se si visita la città per un solo giorno si suole visitare soltanto la Luohu Commercial City (羅湖商業城/罗湖商业城), ma le aree di Dongmen (東門/东门), Guomao (國貿/国贸), e Diwang (地王) sono ugualmente importanti quartieri dello shopping.

## Sottodistretti
- Sottodistretto di Huangbei
- Sottodistretto di Guiyuan
- Sottodistretto di Dongmen
- Sottodistretto di Cuizhu
- Sottodistretto di Dongxiao
- Sottodistretto di Nanhu
- Sottodistretto di Sungang
- Sottodistretto di Donghu
- Sottodistretto di Liantang
- Sottodistretto di Qingshuihe